# Polygoniodes brunnea
Polygoniodes brunnea är en fjärilsart som beskrevs av William Schaus 1906. Polygoniodes brunnea ingår i släktet Polygoniodes och familjen nattflyn. Inga underarter finns listade i Catalogue of Life.